# Блек Анджелика
Блек Анджелика (на английски: Black Angelika) е румънска порнографска актриса.

## Биография
Родена е на 25 октомври 1987 г.
Дебютира като актриса в порнографската индустрия през 2006 г.
През януари 2009 г. са ѝ поставени силиконови импланти в гърдите.
Списание „Комплекс“ в своята класация „Топ 100 на най-горещите порнозвезди“ определя Блек Анджелика като европейската кралица на двойното проникване.

## Награди и номинации
Носителка на награди
- 2009: Hot d'Or награда за най-добра европейска звезда.[3][9][10]
- 2010: Erotixxx награда за най-добра европейска актриса.[3][11]

Номинации
- 2009: Номинация за AVN награда за чуждестранна изпълнителка на годината.[12]
- 2011: Номинация за AVN награда за чуждестранна изпълнителка на годината.[13]
- 2011: Номинация за AVN награда за най-добра секс сцена в чуждестранна продукция – „Всички звезди 2“ (с Джеймс Бросман).[13]
- 2011: Номинация за Dorcel Vision награда за най-добра международна актриса.
- 2011: Номинация за Galaxy награда за изпълнителка на годината в Европа.
- 2012: Номинация за AVN награда за чуждестранна изпълнителка на годината.[14]
- 2012: Номинация за XBIZ награда за чуждестранна изпълнителка на годината.[15][16]
- 2013: Номинация за AVN награда за чуждестранна изпълнителка на годината.[17][18]

Други признания и отличия
- 59-о място в класацията на списание „Комплекс“ – „Топ 100 на най-горещите порнозвезди (точно сега)“, публикувана през месец юли 2011 г.[8]